# Federico Commandino
Federico Commandino   (Urbino, 1509 - Urbino, 3 de setembre de 1575) va ser un matemàtic i humanista italià, del segle xvi.

## Vida
El poc que sabem de la vida de Federico Commandino procedeix d'una breu biografia que va escriure el seu deixeble Bernardino Baldi i que no es va publicar fins al segle xviii.
Federico era fill d'una rica família d'Urbino; el seu pare, Battista, era arquitecte i havia treballat en les fortificacions de la ciutat. Va començar la seva formació a Urbino sota la tutela de Giacopo Torelli da Fano, qui li va ensenyar gramàtica, llatí i grec. El 1527, en ser saquejada la ciutat de Roma, la influent família Orsini s'instal·la a Urbino fugint del conflicte. Commandino fa amistat amb Giovan Pietro di Grassi, un jove mestre que els Orsini havien portat amb ells per ensenyar els seus fills, i amb qui va aprendre retòrica, dialèctica i matemàtica.
Quan di Grassi s'entorna a Roma, Federico se'n va amb ell i s'hi estarà uns anys al servei del papa Climent VII, però a la mort d'aquest torna a marxar a Pàdua on estudiarà medicina a la seva Universitat (encara que sembla haver-se doctorat a Ferrara) Un cop obtingut el títol, torna a Urbino on es casa amb Girolama Buonaventuri, de família noble i de la que tindrà un fill i dues filles.
No obstant els seus estudis, no treballa com metge, sinó que entra al servei dels ducs d'Urbino, Guidobaldo II della Rovere i Vittoria Farnese, i dedica molt de temps a l'estudi de les matemàtiques i a la traducció i comentari de texts matemàtics de la Grècia Clàssica. La seva fama com a matemàtic i traductor l'obligarà a alguns viatges, però en general romandrà a Urbino la resta de la seva vida. La seva activitat traductora va propiciar la ràpida recuperació de les matemàtiques occidentals durant el segle XVI.

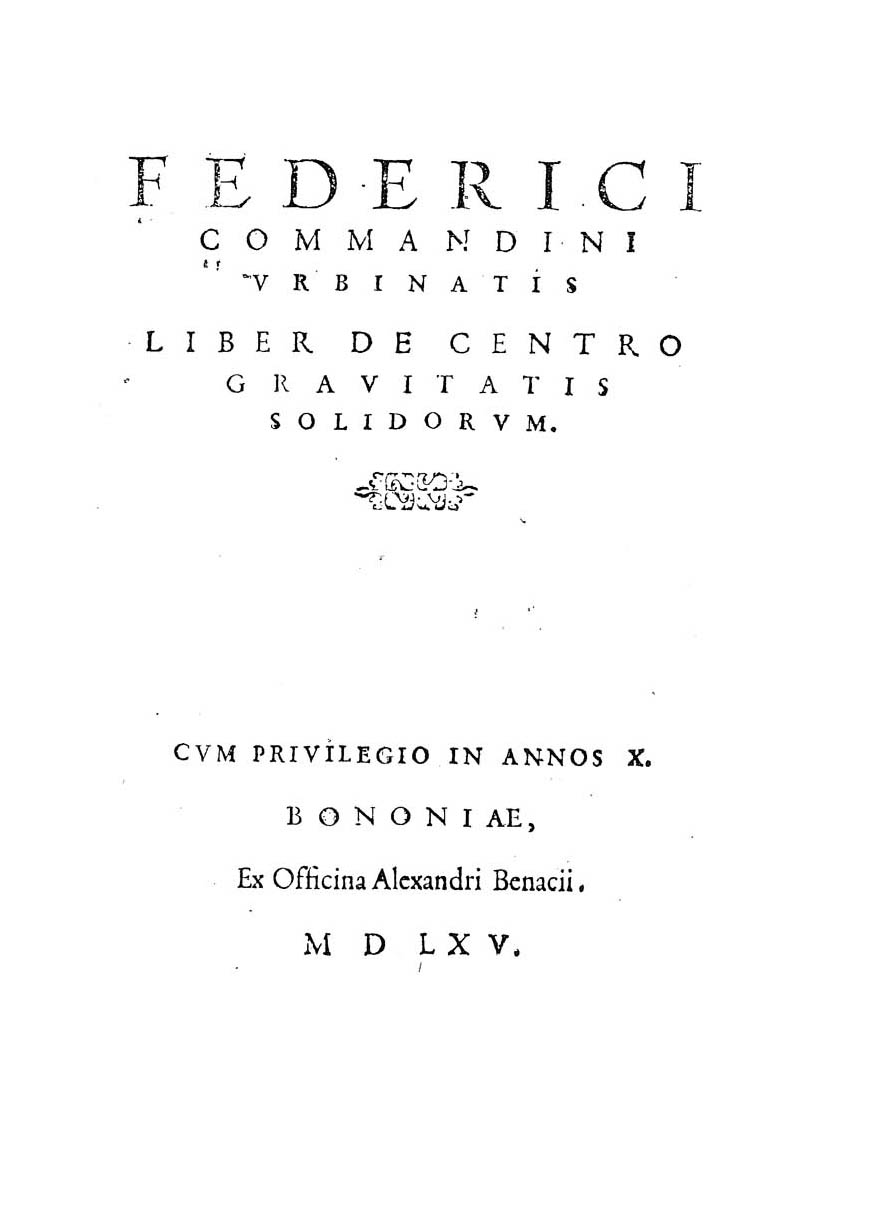
Liber de centro gravitatis solidorum, 1565

## Obra
Les seves obres principals són traduccions comentades de texts matemàtics grecs, entre les quals destaquen per la seva influència posterior:
- El Planisferi de Ptolemeu i el Planisferi de Jordanus Nemorarius en el que explica de forma entenedora el concepte de projecció estereogràfica polar. Venècia, 1558.
- Diferents tractats d'Arquimedes. (1558-1565).[7]
- Els Analemes de Ptolemeu. Roma, 1562.[8]
- Les Còniques d'Apol·loni (només els quatre primers llibres). Bolonya, 1566.
- Sobre la magnitud i la distància del Sol i la Lluna d'Aristarc. Pisa, 1572.
- Els Elements d'Euclides en quinze llibres. Pisa, 1572.[9][10]
- Els Spiritalia d'Heró d'Alexandria. Urbino, 1575.
- La Col·lecció Matemàtica de Papos d'Alexandria, publicada de forma póstuma el 1588 a Pesaro.[11][12]